# Abigail Adams
Abigail Adams (Weymouth, 22 de noviembre de 1744-Quincy, 28 de octubre de 1818) fue la esposa y asesora más cercana del presidente John Adams, así como también la madre de otro presidente, John Quincy Adams. A veces se la considera como una miembro de los Padres Fundadores de los Estados Unidos, y en la actualidad se refieren a ella como la primera segunda Dama y la segunda primera dama de los Estados Unidos, aunque estos títulos no se utilizaron en su momento.
Adams y su vida es una de las más documentadas entre las primeras damas de su país: es recordada por las muchas cartas que le escribió a su esposo mientras estuvo en Filadelfia, Pensilvania y durante los Congresos Continentales. John frecuentemente buscaba el consejo de Abigail en muchos asuntos, y sus cartas están llenas de discusiones intelectuales sobre el gobierno y la política. Sus cartas también sirven como relatos de testigos presenciales del frente interno de la guerra de Independencia de los Estados Unidos.

## Primeros años y familia
Abigail Adams nació en la Iglesia Congregacional de North Parish en Weymouth, Massachusetts. Su padres fueron William Smith (1707-1783) y Elizabeth (de soltera, Quincy) Smith. Por parte de su madre, ella descendía de la familia Quincy, una familia política muy conocida en la colonia de Massachusetts. A través de su madre, ella era prima de Dorothy Quincy, esposa de John Hancock. Adams también fue la bisnieta de John Norton, pastor fundador de la Old Ship Church en Hingham, Massachusetts, el único centro de reuniones puritano del siglo XVII en Massachusetts. Smith se casó con Elizabeth Quincy en 1742, y juntos tuvieron cuatro hijos: una hija nacida en 1743, Abigail nacida en 1744 y otra nacida en 1745. Su único hijo varón, nacido en 1746, murió de alcoholismo en 1787. Al igual que muchos de sus antepasados, el padre de Adams era un ministro congregacional liberal: un líder en una sociedad puritana que tenía en gran estima a su clero. Smith no enfocó su predicación en la predestinación o el pecado original; en cambio, enfatizó la importancia de la razón y la moralidad. En julio de 1775, su esposa Elizabeth, con quien estuvo casado durante 33 años, murió de viruela. Él murió en 1784, a los 77 años.
Abigail no recibió educación formal; ella estaba frecuentemente enferma de niña, algo que puede haber sido un factor que le impidió recibir una educación. Más adelante en la vida, Adams también consideraría que se le privó de una educación porque a las mujeres rara vez se les daba esa oportunidad. Aunque no recibió una educación formal, su madre le enseñó a ella y a sus hermanas Mary (1739-1811) y Elizabeth (1742-1816, conocida como Betsy) a leer, escribir y contar; las grandes bibliotecas de su padre, su tío y su abuelo permitieron a las hermanas estudiar literatura inglesa y francesa. Su abuela, Elizabeth Quincy, también contribuyó a la educación de Adams. A medida que crecía, Adams leía con sus amigos en un esfuerzo por fomentar su aprendizaje. Como una mujer intelectualmente abierta para su tiempo, las ideas de Adams sobre los derechos de las mujeres y el gobierno eventualmente jugarían un papel importante, aunque indirectamente, en la fundación de los Estados Unidos. Se convirtió en una de las mujeres más eruditas que jamás haya servido como primera dama.

## Matrimonio e hijos
Abigail Smith conoció a John Adams por primera vez cuando tenía 15 años en 1759. John acompañaba a su amigo Richard Cranch a la casa de los Smith porque Cranch estaba comprometido con la hermana mayor de Adams, Mary, y ellos serían los futuros padres del juez federal William Cranch. Adams informó entonces que las hermanas Smith no fueron "aficionadas, ni francas, ni sinceras".
Aunque el padre de Adams aprobó la unión, su madre estaba horrorizada de que su hija se casara con un abogado de campo cuyas maneras según ella todavía apestaban a la granja, pero finalmente se rindió. La pareja se casó el 25 de octubre de 1764 en la casa de los Smith en Weymouth. Smith, el padre de Abigail, ofició la ceremonia nupcial. Después de la recepción, la pareja montó un solo caballo y se fue a su nuevo hogar, la pequeña casa de campo y granja que John había heredado de su padre en Braintree, Massachusetts. Más tarde se mudaron a Boston, donde su esposo ejerció como abogado. La pareja dio la bienvenida a su primer hijo nueve meses después de casarse.
En 12 años, Abigail dio a luz a seis hijos:
- Abigail ("Nabby"; 1765-1813)
- John Quincy Adams (1767-1848)
- Grace Susanna ("Susanna", apodada "Suky")[10] (1768-70)
- Charles (1770-1800)
- Thomas Boylston Adams (1772-1832)
- Elizabeth (mortinata en 1777)[11]

Su estilo de crianza incluía continuos e incesantes recordatorios de que los niños debían la virtud y la tradición a su madre. Adams era responsable de la familia y la granja cuando su esposo estaba ausente por sus largos viajes. Escribió en diciembre de 1773, «Cuántos bancos de nieve nos dividen a ti y a mí». El matrimonio de Abigail y John está bien documentado a través de su correspondencia y otras escrituras conservadas. Las cartas intercambiadas a lo largo de las obligaciones políticas de John indican que su confianza en el conocimiento de Abigail era sincera. Al igual que su esposo, Abigail a menudo cita literatura en sus cartas. El historiador David McCullough afirma que lo hizo «más fácilmente» que su marido. Su correspondencia iluminó su mutuo respeto emocional e intelectual. John a menudo se excusaba ante Abigail por su "vanidad", exponiendo su necesidad de su aprobación.
Trasladó a la familia a Boston en abril de 1768, alquilando una casa de madera en Brattle Street, conocida localmente como la "Casa Blanca". Él, Abigail y los niños vivieron allí durante un año, luego se mudaron a Cold Lane; más tarde, se mudaron de nuevo a una casa más grande en Brattle Square, en el centro de la ciudad. En agosto de 1772, por lo tanto, Adams compró una gran casa de ladrillo en Queen Street, no lejos de su oficina. En 1774, Abigail y John regresaron a la granja debido a la situación cada vez más inestable en Boston, y Braintree permaneció como su hogar permanente en Massachusetts.
Abigail también asumió la responsabilidad de los asuntos financieros de la familia, incluidas las inversiones. Las inversiones realizadas a través de su tío Cotton Tufts en instrumentos de deuda emitidos para financiar la guerra revolucionaria fueron recompensadas después de que el Primer Informe sobre el Crédito Público de Alexander Hamilton respaldara el pago federal completo a valor nominal para los tenedores de títulos públicos. Un investigador reciente incluso atribuye a la habilidad financiera de Abigail la provisión de la riqueza de la familia Adams hasta el final de la vida de John.

## Europa
En 1784, ella y su hija Nabby se unieron a su marido y su hijo mayor, John Quincy, en el puesto diplomático de su marido en París. Abigail había temido la idea del largo viaje por mar, pero de hecho encontró el viaje interesante. Al principio ella encontró la vida en París difícil, y estaba bastante abrumada por la nueva experiencia de manejar una gran casa con un séquito de sirvientes. Sin embargo, a medida que pasaban los meses comenzó a divertirse: hizo numerosos amigos, descubrió una afición por el teatro y la ópera, y estaba fascinada por las modas de las damas parisinas, aunque admitió tristemente que "nunca estaría en la moda".
Después de 1785, ella asumió el papel de esposa del ministro diplomático de EE. UU. en el Tribunal de St James's (Gran Bretaña). A diferencia de París, a Abigail no le gustaba Londres, donde tenía pocos amigos y, en general, se sentía dejada de lado por la alta sociedad. Una experiencia agradable fue su tutela temporal de la joven hija de Thomas Jefferson, Mary (Polly), por quien Abigail llegó a sentir un cariño profundo y de por vida.
Ella y John regresaron en 1788 a una casa conocida como la "Casa Vieja" en Quincy, que vigorosamente amplió y remodeló. Todavía está abierta al público como parte del Parque Histórico Nacional Adams.

## Primera dama
John Adams asumió como el segundo presidente de los Estados Unidos el 4 de marzo de 1797 en Filadelfia. Abigail no estuvo presente en la ceremonia de investidura de su esposo porque estaba atendiendo a su suegra moribunda. Cuando John fue elegido presidente de los Estados Unidos, Abigail asumió la agenda formal de eventos sociales propia de la primera dama. Celebraba una gran cena cada semana, hizo apariciones frecuentes en público y proporcionó entretenimiento para la ciudad de Filadelfia cada Cuatro de julio.
Tomó un papel activo en la política, a diferencia de la presencia tranquila de Martha Washington. Llegó a ser tan políticamente activa, que sus opositores políticos llegaron a referirse a ella burlonamente como «la Sra. Presidenta». Como confidente de John, Abigail a menudo estaba bien informada sobre los problemas que enfrentaba la administración de su esposo, a veces incluyendo detalles de eventos actuales aún no conocidos por el público en cartas a su hermana Mary y su hijo John Quincy. Algunas personas usaron a Abigail para contactar al presidente. En ocasiones, Abigail proporcionó historias favorables sobre su marido en la prensa. Seguía siendo una firme defensora de la carrera política de su marido, respaldando sus políticas, como la aprobación de las leyes de Extranjería y Sedición.
Adams trajo a los hijos de su hermano William Smith, su cuñado John Shaw y su hijo Charles a vivir en la Casa del Presidente durante la presidencia de su esposo porque los respectivos padres de los niños estaban luchando contra el alcoholismo. La hija de Charles, Suzannah, tenía solo 3 años en 1800 cuando Adams la trajo a vivir a la Casa del Presidente en Filadelfia días antes de la muerte de Charles.
Con la reubicación de la capital en Washington D. C., en 1800, se convirtió en la primera primera dama en residir en la Casa Blanca, o la Casa del Presidente como se conocía entonces. Adams se mudó a la Casa Blanca en noviembre de 1800, viviendo allí solo durante los últimos cuatro meses del mandato de su esposo. La ciudad estaba desierta y la Casa del Presidente lejos de completarse. Encontró la mansión inacabada en Washington "habitable" y la ubicación "hermosa"; pero se quejó de que, a pesar de los espesos bosques cercanos, no podía encontrar a nadie dispuesto a cortar y transportar leña para la Primera Familia. Abigail usó el Salón Este de la Casa Blanca para colgar la ropa. La salud de Adams, nunca robusta, sufrió en el duro clima de Washington.

## Vida posterior
Después de la derrota de Adams en su campaña de reelección presidencial, la familia se retiró a Quincy en 1800. Abigail siguió con seriedad la carrera política de su hijo, como lo muestran sus cartas a sus contemporáneos. En años posteriores, renovó la correspondencia con Thomas Jefferson, tras haberle contactado tras la muerte de su hija, Maria Jefferson Eppes (Polly), a quien Abigail había cuidado y que llegó a amar como una hija cuando Polly era una niña pequeña en Londres, a pesar de que la oposición política de Jefferson a su esposo la había lastimado profundamente. Continuó criando a su nieta Suzannah. También crio a sus nietos mayores, incluidos George Washington Adams y otro nieto también llamado John Adams, mientras que John Quincy Adams fue ministro diplomático en Rusia. La hija mayor de Adams, Nabby, murió de cáncer de mama en 1813, habiendo soportado tres años de intenso dolor.

## Muerte
Adams murió el 28 de octubre de 1818 de fiebre tifoidea. Está enterrada junto a su esposo en una cripta ubicada en la iglesia parroquial United First (también conocida como la iglesia de los Presidentes) en Quincy, Massachusetts. Tenía 73 años, exactamente dos semanas antes de cumplir 74 años. Sus últimas palabras fueron: «No te aflijas, amigo mío, mi querido amigo. Estoy lista para ir. Y John, no pasará mucho tiempo».

## Puntos de vista políticos
La biógrafa Lynne Withey defiende su conservadurismo porque ella: «temía que la las timarán la revolución; ella valoraba la estabilidad, creía que la familia y la religión eran los elementos esenciales del orden social y consideraba la desigualdad como una necesidad social». Su mentalidad del siglo XVIII sostenía que" el mejor estatus legal y social para las mujeres no era incompatible con su papel esencialmente doméstico ".

### Derechos de las mujeres
Abigail Adams escribió sobre los problemas e inquietudes que tenía como mujer cultivada del siglo dieciocho y fue defensora de los derechos de propiedad de las mujeres casadas y más oportunidades para las mujeres, particularmente en el campo de la educación. Las mujeres, ella creía, no deberían someterse a leyes que no fueran de su interés, ni deberían contentarse con el simple papel de ser las compañeras de sus maridos. Debían educarse a sí mismas y, por lo tanto, ser reconocidas por sus capacidades intelectuales, para que puedan guiar e influir en las vidas de sus hijos y maridos. Es conocida por su carta "Remember the Ladies" ("recuerden a las mujeres") de marzo de 1776 a John y al Congreso Continental, solicitando que "recuerden a las mujeres y sean más generosos y favorables a ellas que sus antepasados. No pongan tal poder ilimitado en manos de los maridos. Recuerden que todos los hombres serían tiranos si pudieran. Si no se les presta especial atención y atención a las damas, estamos decididas a fomentar una rebelión y no nos sujetarán por ninguna ley en la que no tengamos voz o representación".
John declinó el "extraordinario código de leyes" de su esposa, pero reconoció a Abigail: «Solo tenemos el nombre de maestros, y en lugar de renunciar a esto, lo que nos sometería por completo al despotismo de la enagua, espero que el General Washington y todos nuestros valientes héroes lucharían».

### Esclavitud
Adams creía que la esclavitud era malvada y una amenaza para el experimento democrático estadounidense. Una carta escrita por ella el 31 de marzo de 1776, explicaba que dudaba que la mayoría de los virginianos tuvieran tal «pasión por la libertad» como afirmaban tener, ya que «privaban [a] sus compañeras criaturas» de la libertad.
Un incidente notable con respecto a esto sucedió en Filadelfia en 1791, cuando un muchacho negro libre vino a su casa y pidió que le enseñaran a escribir. Posteriormente, colocó al niño en una escuela nocturna local, aunque no sin objeciones de un vecino. Adams respondió que él era "un hombre libre tanto como cualquiera de los demás hombres jóvenes y simplemente porque su rostro es negro, ¿se le debe negar la instrucción? ¿Cómo va a estar calificado para procurarse un sustento?...No he pensado que sea una desgracia para mí llevarlo a mi salón y enseñarle a leer y escribir".

## Legado
El historiador Joseph Ellis encontró que las 1200 cartas conservadas entre John y Abigail «constituían un tesoro oculto de intimidad y franqueza inesperadas, más reveladoras que cualquier otra correspondencia entre un prominente esposo y esposa estadounidenses en la historia de Estados Unidos». Ellis (2011) dice que Abigail, aunque autodidacta, era una escritora de cartas mejor y más colorida que John, a pesar de que él era uno de los mejores escritores de cartas de la época. Ellis argumenta que Abigail era la más flexible y emocionalmente más equilibrada de los dos, y la llama una de las mujeres más extraordinarias de la historia de Estados Unidos.